# Daktari/Episodenliste
Diese Episodenliste listet alle Episoden der US-amerikanischen Fernsehserie Daktari auf, sortiert nach ihrer Erstausstrahlung im Fernsehsender CBS. Zwischen 1966 und 1969 entstanden vier Staffeln mit insgesamt 89 Episoden mit einer jeweiligen Länge von etwa 50 Minuten.
Die Deutsche Erstausstrahlung erfolgte in zwei Etappen: Von Januar 1969 bis April 1970 zeigte das ZDF 66 Folgen erstmals im deutschen Fernsehen. Die restlichen 23 Folgen strahlte von Oktober 1993 bis Juni 1994 RTL 2 aus. Dies ist auch der Grund, wieso z. B. der Daktari bei den Folgen unterschiedliche deutsche Synchronstimmen besitzt.

## Übersicht
| Staffel | Episodenanzahl | Erstausstrahlung USA | Erstausstrahlung USA | Deutsche Erstausstrahlung | Deutsche Erstausstrahlung |
| Staffel | Episodenanzahl | Staffelpremiere      | Staffelfinale        | Staffelpremiere           | Staffelfinale             |
| ------- | -------------- | -------------------- | -------------------- | ------------------------- | ------------------------- |
| 1       | 18             | 11. Januar 1966      | 17. Mai 1966         | 4. Januar 1969            | 16. August 1969           |
| 2       | 29             | 13. September 1966   | 11. April 1967       |                           |                           |
| 3       | 27             | 5. September 1967    | 12. März 1968        |                           |                           |
| 4       | 15             | 25. September 1968   | 15. Januar 1969      |                           |                           |

## Staffel 1
Die Erstausstrahlung der ersten Staffel fand vom 11. Januar 1966 bis zum 17. Mai 1966 im US-amerikanischen Sender CBS statt.
| Nr. (ges.) | Nr. (St.) | Deutscher Titel                 | Originaltitel                 | Erstausstrahlung USA | Deutschsprachige Erstausstrahlung (D) | Regie         | Drehbuch                            |
| ---------- | --------- | ------------------------------- | ----------------------------- | -------------------- | ------------------------------------- | ------------- | ----------------------------------- |
| 1          | 1         | Elefantendiebe                  | The Elephant Thieves          | 11. Jan. 1966        | 11. Jan. 1969                         | Otto Lang     | Art Arthur, Robert Lewin, Ivan Tors |
| 2          | 2         | Der Wilderer                    | Predator Of Wameru            | 18. Jan. 1966        | 15. Feb. 1969                         | Paul Landres  | Meyer Dolinsky, Stephen Kandel      |
| 3          | 3         | Die kranke Löwin                | The Killer Lion               | 25. Jan. 1966        | 22. März 1969                         | Otto Lang     | —                                   |
| 4          | 4         | Drei kleine Löwen               | Adventure Of The Lion Cubs    | 1. Feb. 1966         | 25. Jan. 1969                         | Paul Landres  | William Clark                       |
| 5          | 5         | Hoher Besuch                    | Trail Of The Cheetah          | 8. Feb. 1966         | 4. Jan. 1969                          | Andrew Marton | —                                   |
| 6          | 6         | Leoparden in der Mdala-Schlucht | Leopard Of Mdala Gorge        | 15. Feb. 1966        | 1. Feb. 1969                          | Otto Lang     | Arthur Weiss                        |
| 7          | 7         | Diamantenschmuggler             | The Diamond Smugglers         | 1. März 1966         | 8. Feb. 1969                          | Paul Landres  | Malvin Wald                         |
| 8          | 8         | Das Schimpansenkind             | The Chimp Who Went Ape        | 8. März 1966         | 22. Feb. 1969                         | Otto Lang     | Robert Lewin                        |
| 9          | 9         | Der Wachhund                    | The Killer Dog                | 15. März 1966        | 29. März 1969                         | Paul Landres  | William Clark                       |
| 10         | 10        | Unerwünschte Besucher (1)       | Return Of The Killer (Part 1) | 22. März 1966        | 12. Juli 1969                         | Andrew Marton | Richard Carlson                     |
| 11         | 11        | Unerwünschte Besucher (2)       | Return Of The Killer (Part 2) | 29. März 1966        | 19. Juli 1969                         | Andrew Marton | —                                   |
| 12         | 12        | Die Reporterin                  | The Man-Eater Of Wameru       | 5. Apr. 1966         | 1. März 1969                          | Paul Landres  | Meyer Dolinsky                      |
| 13         | 13        | Der Ehrengast                   | Crisis At The Compound        | 12. Apr. 1966        | 18. Jan. 1969                         | Paul Landres  | Malvin Wald                         |
| 14         | 14        | Die Geiseln                     | The Hostages                  | 19. Apr. 1966        | 15. März 1969                         | Andrew Marton | —                                   |
| 15         | 15        | Schwere Tage für Judy           | Judy And The Hyena            | 26. Apr. 1966        | 8. März 1969                          | Paul Landres  | William Clark, S. S. Schweitzer     |
| 16         | 16        | Der Busch brennt (1)            | Wall Of Flames (Part 1)       | 3. Mai 1966          | 9. Aug. 1969                          | Andrew Marton | —                                   |
| 17         | 17        | Der Busch brennt (2)            | Wall Of Flames (Part 2)       | 10. Mai 1966         | 16. Aug. 1969                         | Andrew Marton | —                                   |
| 18         | 18        | Judy und die Schatzsucher       | Judy And The Gunrunners       | 17. Mai 1966         | 5. Juli 1969                          | Andrew Marton | —                                   |

## Staffel 2
Die Erstausstrahlung der zweiten Staffel fand vom 13. September 1966 bis zum 11. April 1967 im US-amerikanischen Sender CBS statt.
| Nr. (ges.) | Nr. (St.) | Deutscher Titel                 | Originaltitel              | Erstausstrahlung USA | Deutschsprachige Erstausstrahlung (D) | Regie        | Drehbuch                          |
| ---------- | --------- | ------------------------------- | -------------------------- | -------------------- | ------------------------------------- | ------------ | --------------------------------- |
| 19         | 1         | Clarence kehrt zurück           | The Return of Clarence     | 13. Sep. 1966        | 31. Mai 1969                          | Paul Landres | William Clark                     |
| 20         | 2         | Eine Bedrohung für das Reservat | Deadline To Kill           | 20. Sep. 1966        | 27. Okt. 1993                         | —            | —                                 |
| 21         | 3         | Allein durch den Dschungel      | Daktari’s Last Hunt        | 27. Sep. 1966        | 28. Okt. 1993                         | —            | —                                 |
| 22         | 4         | Judy ist in Gefahr              | Judy’s Hour Of Peril       | 4. Okt. 1966         | 24. Mai 1969                          | —            | —                                 |
| 23         | 5         | Der Jagdleopard                 | Cheetah At Large           | 11. Okt. 1966        | 17. Mai 1969                          | Paul Landres | D. D. Oldland, Malvin Wald        |
| 24         | 6         | Die Mutprobe                    | The Test                   | 18. Okt. 1966        | 10. Mai 1969                          | Paul Landres | Lawrence L. Goldman               |
| 25         | 7         | Der Panther                     | Born To Die                | 25. Okt. 1966        | 7. Juni 1969                          | —            | —                                 |
| 26         | 8         | Der Prozess                     | The Trial                  | 1. Nov. 1966         | 26. Juli 1969                         | Paul Landres | William Clark                     |
| 27         | 9         | Auf der Suche nach Wasser       | Death In The African Sun   | 15. Nov. 1966        | 11. Apr. 1969                         | Paul Landres | D. D. Oldland                     |
| 28         | 10        | Das Phantom                     | Revenge Of The Leopard     | 22. Nov. 1966        | 8. Nov. 1993                          | —            | —                                 |
| 29         | 11        | 100 Pfund Belohnung             | Shoot To Kill              | 29. Nov. 1966        | 19. Apr. 1969                         | Paul Landres | Malvin Wald                       |
| 30         | 12        | Hilferuf aus Utari              | Cry For Help               | 6. Dez. 1966         | 10. Nov. 1993                         | Paul Landres | Robert Lees, Stanley H. Silverman |
| 31         | 13        | Clarence auf Abwegen            | Clarence The Killer        | 20. Dez. 1966        | 11. Nov. 1993                         | Paul Landres | Robert Lewin                      |
| 32         | 14        | Ein Komiker im Dschungel        | The Chimp Who Cried Wolf   | 27. Dez. 1966        | 12. Nov. 1993                         | —            | —                                 |
| 33         | 15        | Schwester Judy                  | Little Miss Nightingale    | 3. Jan. 1967         | 10. Jan. 1970                         | —            | —                                 |
| 34         | 16        | Judy und der kleine Gorilla     | Judy And The Gorilla       | 10. Jan. 1967        | 26. Apr. 1969                         | Paul Landres | Malvin Wald                       |
| 35         | 17        | Die Löwenfamilie                | House Of Lions             | 17. Jan. 1967        | 5. Apr. 1969                          | —            | —                                 |
| 36         | 18        | Diamantenfieber                 | Undercover Judy            | 24. Jan. 1967        | 19. Nov. 1993                         | —            | —                                 |
| 37         | 19        | Die Flutwelle kommt             | Countdown For Paula        | 31. Jan. 1967        | 2. Aug. 1969                          | —            | —                                 |
| 38         | 20        | Der Weg durch den Dschungel     | Terror In The Bush         | 7. Feb. 1967         | 3. Mai 1969                           | Paul Landres | Maria Little, Jim Simmons         |
| 39         | 21        | Judy und der kleine Elefant     | Judy And The Baby Elephant | 14. Feb. 1967        | 14. Juni 1969                         | Dick Moder   | Malvin Wald                       |
| 40         | 22        | Gefahr für Hedley               | A Bullet For Hedley        | 21. Feb. 1967        | 24. Nov. 1993                         | Paul Landres | Alan Caillou                      |
| 41         | 23        | Die kleine Diebin               | Judy And The Poacher       | 28. Feb. 1967        | 23. Aug. 1969                         | —            | Lawrence L. Goldman               |
| 42         | 24        | Abschied von Mike               | Goodbye Mike Makula        | 7. März 1967         | 28. Juni 1969                         | —            | —                                 |
| 43         | 25        | Die Straußeneier                | Operation Springtime       | 14. März 1967        | 21. Juni 1969                         | Paul Landres | Robert Lees, Stanley H. Silverman |
| 44         | 26        | Faro und Clarence               | King Clarence              | 21. März 1967        | 30. Aug. 1969                         | Paul Landres | Alf Harris, Jack Jacobs           |
| 45         | 27        | Zenobia                         | The Long Hunt              | 28. März 1967        | 6. Sep. 1969                          | —            | —                                 |
| 46         | 28        | Sorge um Clarence               | Judy And The Vulture       | 4. Apr. 1967         | 13. Sep. 1969                         | Paul Landres | Worley Thorne                     |
| 47         | 29        | Aus der Art geschlagen          | A Cub Called Danger        | 11. Apr. 1967        | 20. Sep. 1969                         | —            | —                                 |

## Staffel 3
Die Erstausstrahlung der dritten Staffel fand vom 5. September 1967 bis zum 12. März 1968 im US-amerikanischen Sender CBS statt.
| Nr. (ges.) | Nr. (St.) | Deutscher Titel                   | Originaltitel              | Erstausstrahlung USA | Deutschsprachige Erstausstrahlung (D) | Regie        | Drehbuch                          |
| ---------- | --------- | --------------------------------- | -------------------------- | -------------------- | ------------------------------------- | ------------ | --------------------------------- |
| 48         | 1         | Judy, die Astronauten-Schimpansin | Judy, The Astro-Chimp      | 5. Sep. 1967         | 8. Dez. 1993                          | Paul Landres | Malvin Wald                       |
| 49         | 2         | Judy, die Pflegemutter            | The Execution              | 12. Sep. 1967        | 4. Okt. 1969                          | Dick Moder   | Lawrence L. Goldman               |
| 50         | 3         | Judy und die Erpresserbande       | Crime Wave At Wameru       | 19. Sep. 1967        | 10. Dez. 1993                         | Paul Landres | Lawrence L. Goldman, Ted Herbert  |
| 51         | 4         | Jenny sucht einen Vater           | Goodbye, Wameru            | 26. Sep. 1967        | 17. Jan. 1970                         | Dick Moder   | Malvin Wald                       |
| 52         | 5         | Schimpansenkult                   | The Killer Tribe           | 3. Okt. 1967         | 14. Dez. 1993                         | Paul Landres | Robert Lewis                      |
| 53         | 6         | Aufstand in Wameru                | The Scent Of Fear          | 10. Okt. 1967        | 15. Dez. 1993                         | Dick Moder   | Richard Carlson                   |
| 54         | 7         | Jagd nach dem Phantom             | The Return Of The Phantom  | 17. Okt. 1967        | 11. Okt. 1969                         | Paul Landres | S. S. Schweitzer                  |
| 55         | 8         | Giftige Trauben                   | Countdown For Judy         | 24. Okt. 1967        | 27. Sep. 1969                         | John Florea  | William Clark                     |
| 56         | 9         | Verhinderte Gauner                | Judy And The Jailbirds     | 31. Okt. 1967        | 25. Okt. 1969                         | Paul Landres | Ted Herbert, Malvin Wald          |
| 57         | 10        | Das Experiment                    | One Of Our Cubs Is Missing | 7. Nov. 1967         | 1. Nov. 1969                          | Dick Moder   | Alan Caillou                      |
| 58         | 11        | Die Gräfin und das Pferd          | Judy And The Thoroughbred  | 14. Nov. 1967        | 18. Okt. 1969                         | John Florea  | Jack Jacobs                       |
| 59         | 12        | Ethel und Albert                  | Return Of Ethel And Albert | 21. Nov. 1967        | 8. Nov. 1969                          | Paul Landres | William Clark                     |
| 60         | 13        | Judy und der Zauberer             | Judy And The Wizard        | 28. Nov. 1967        | 15. Nov. 1969                         | Paul Landres | Alf Harris, Jack Jacobs           |
| 61         | 14        | Clarence als Romeo                | Clarence’s Love-in         | 5. Dez. 1967         | 27. Dez. 1993                         | Dick Moder   | Malvin Wald                       |
| 62         | 15        | Der Elefantenpfad (1)             | The Elephant Raid (Part 1) | 12. Dez. 1967        | 28. Dez. 1993                         | John Florea  | Richard Tuber                     |
| 63         | 16        | Der Elefantenpfad (2)             | The Elephant Raid (Part 2) | 19. Dez. 1967        | 29. Dez. 1993                         | John Florea  | Richard Tuber                     |
| 64         | 17        | Das Wunder von Wameru             | Miracle In The Jungle      | 26. Dez. 1967        | 6. Dez. 1993                          | Paul Landres | Malvin Wald                       |
| 65         | 18        | Elefantenfriedhof                 | Riddle Of The Bush         | 2. Jan. 1968         | 22. Nov. 1969                         | Dick Moder   | Robert Smith                      |
| 66         | 19        | Die vertauschte Kraft             | The Big Switch             | 9. Jan. 1968         | 12. Juni 1994                         | Paul Landres | Ted Herbert, John Hogan           |
| 67         | 20        | Auge um Auge                      | License To Kill            | 16. Jan. 1968        | 19. Juni 1994                         | John Florea  | William Clark, Ted Herbert        |
| 68         | 21        | Judys Rache                       | Judy Strikes Back          | 23. Jan. 1968        | 29. Nov. 1969                         | Paul Landres | John Hogan                        |
| 69         | 22        | Kim, der Gepard                   | The Killer Cub             | 30. Jan. 1968        | 26. Juni 1994                         | Paul Landres | Ted Herbert, Malvin Wald          |
| 70         | 23        | Toto, der große Häuptling         | Toto The Great             | 13. Feb. 1968        | 6. Dez. 1969                          | John Florea  | John Hogan, George Pierre         |
| 71         | 24        | Ein gefährlicher Patient          | The Lion Killer            | 20. Feb. 1968        | 3. Jan. 1970                          | John Florea  | Lawrence L. Goldman               |
| 72         | 25        | Judy und der kranke Löwe          | The Killer Of Wameru       | 27. Feb. 1968        | 13. Dez. 1969                         | Paul Landres | Robert Lees, Stanley H. Silverman |
| 73         | 26        | Das Ungeheuer von Wameru          | The Monster Of Wameru      | 5. März 1968         | 20. Dez. 1969                         | John Florea  | Ted Herbert, Malvin Wald          |
| 74         | 27        | Operation im Busch                | The Will To Live           | 12. März 1968        | 27. Dez. 1969                         | Paul Landres | Ted Herbert, Malvin Wald          |

## Staffel 4
Die Erstausstrahlung der vierten Staffel fand vom 25. September 1968 bis zum 15. Januar 1969 im US-amerikanischen Sender CBS statt.
| Nr. (ges.) | Nr. (St.) | Deutscher Titel                  | Originaltitel            | Erstausstrahlung USA | Deutschsprachige Erstausstrahlung (D) | Regie             | Drehbuch                 |
| ---------- | --------- | -------------------------------- | ------------------------ | -------------------- | ------------------------------------- | ----------------- | ------------------------ |
| 75         | 1         | Die Ausreißer                    | A Family For Jenny       | 25. Sep. 1968        | 14. März 1970                         | Don McDougall     | Ted Herbert, Malvin Wald |
| 76         | 2         | Der Ritter Clarence Löwenherz    | Clarence The Lionhearted | 2. Okt. 1968         | 24. Jan. 1970                         | Alan Crosland jr. | Malvin Wald              |
| 77         | 3         | Judy als Cowboy                  | African Heritage         | 9. Okt. 1968         | 21. März 1970                         | Dick Moder        | Andy White               |
| 78         | 4         | Ausgesetzt                       | The Outsider             | 16. Okt. 1968        | 31. Jan. 1970                         | Dick Moder        | Jack Jacobs              |
| 79         | 5         | Im Tal der Akka-Löwen            | Strike Like A Lion       | 23. Okt. 1968        | 22. Mai 1994                          | Alan Crosland jr. | Malvin Wald              |
| 80         | 6         | Adam und Taka suchen ein Zuhause | Adam And Jenny           | 30. Okt. 1968        | 29. Mai 1994                          | Paul Landres      | Ted Herbert, Malvin Wald |
| 81         | 7         | Eine harte Schule                | A Man’s Man              | 6. Nov. 1968         | 7. Feb. 1970                          | Paul Landres      | Robert Lees              |
| 82         | 8         | Falscher Ehrgeiz                 | The Runaways             | 13. Nov. 1968        | 7. Feb. 1970                          | Alan Crosland jr. | Doris Dowling            |
| 83         | 9         | Hilfe, der Löwe ist los          | African Showdown         | 20. Nov. 1968        | 13. Dez. 1993                         | Dick Moder        | Marvin Wald              |
| 84         | 10        | Märchen vom Krieger              | Once Upon A Fang         | 27. Nov. 1968        | 14. Feb. 1970                         | Paul Landres      | Lawrence L. Goldman      |
| 85         | 11        | Der rettende Instinkt            | The Divining Rods        | 11. Dez. 1968        | 28. Feb. 1970                         | Paul Landres      | Jack Jacobs              |
| 86         | 12        | Das Geheimnis                    | The Discovery            | 18. Dez. 1968        | 5. Juni 1994                          | John Florea       | True Boardman            |
| 87         | 13        | Medizinmann                      | Jungle Heartbeat         | 1. Jan. 1969         | 21. Feb. 1970                         | John Florea       | Richard Carlson          |
| 88         | 14        | Die sonderbare Heimkehr          | A Tiger’s Tale           | 8. Jan. 1969         | 28. März 1970                         | Dick Moder        | Marshall Thompson        |
| 89         | 15        | Wo sind Judy und Clarence        | Judy Come Home           | 15. Jan. 1969        | 4. Apr. 1970                          | Dick Moder        | Malvin Wald              |